# Камінь (Житомирський район)
Камі́нь — село в Україні, у Романівській селищній територіальній громаді Житомирського району Житомирської області. Населення становить 854 особи (2001).

## Історія
Місцевість, на якій розташований Камінь, була заселена в давнину. На околицях Каменя та Гордіївки виявлено поселення трипільської культури (III тисячоліття до н. е.). Під час земляних робіт часто знаходять крем'яні знаряддя праці тих часів.
Вперше село згадується в документах за 1585 рік, коли київський воєвода Василь-Костянтин Острозький подарував його разом з Чудновом, П'яткою та 45 іншими населеними пунктами своїй невістці княгині Зузанні Шередій. 1650 року в Камені налічувалося 4 дими і 20 чоловік населення. Село належало вже К. Коряцькому. У XVI—XVIII ст. належало до Чуднівської волості Новоград-Волинського повіту Волинської губернії.
Протягом багатьох років Камінь належав різним поміщикам, в 1811 році одна його частина стала власністю графа Лося, а друга з 1839 року поміщика Александровича. В частині, що належала Лосю, було 35 дворів і 116 ревізьких душ, в Александровича — відповідно 35 і 983(?). Кріпаки мусили відробляти панщину і сплачувати оброк. Спочатку вони працювали два дні на тиждень зимою і три дні літом, крім того, сплачували оброк; вже в 30—40 рр. XIX ст. відробіток становив 194 дні на рік.
Регламентація панщини за інвентарними правилами 1847—1848 рр. не змінила становища селян, поміщики не дотримувалися правил і панщину встановлювали на свій розсуд. До того ж, вони штучно зменшували селянські наділи. В обох частинах села наділи були зменшені на 205 десятин проти визначених інвентарними правилами. Як і в інших поміщицьких маєтках, у Камені широко застосовувалися т. зв. уроки. Жінки й підлітки пряли, ткали полотно, збирали гриби, ягоди, тіпали льон тощо.
Лікувального закладу в селі не було. Не було й крамниці для продажу товарів першої потреби. 1860 року у селі відкрито парафіяльну школу, у якій навчалося 15 учнів. Школа містилася в убогій хатині з двох кімнат. В одній з них навчалися діти, а в другій жив учитель. Закінчувало школу не більше трьох-чотирьох учнів.
Реформа 1861 року мало змінила економічне становище селян. У тій частині Каменя, що належала поміщикові Лосю, селянам переходило 364 десятини землі, за яку вони щорічно протягом 49 років повинні були сплачувати 364 крб. 55 коп. У частині Александровича викупу підлягало 398 десятин. За них селяни мали сплачувати щорічно протягом того ж строку 584 крб. 83 коп. Селян залишили без лісу і примусили «добровільно» відмовитися від сінокосу. В уставній грамоті зазначалося: «за добровільною згодою всі селяни відмовилися назавжди від сінокосів, що входять до основного наділу, розташованого серед панських лісів».
Селянам заборонялося полювати, ловити рибу, збирати гриби та ягоди і займатися винокурінням. "Всі прибуткові статті, що нині існують і надалі можуть бути відкриті,— зазначалось в уставній грамоті,— залишаються в безпосередньому розпорядженні поміщика. Таке «звільнення» викликало глибоке обурення селян. Вони підтримали виступ селян сусідніх сіл — Мирополя, Печанівки та Колодяжного.
У зв'язку з розвитком цукроварного виробництва поміщики почали здавати свої землі в оренду під посіви цукрових буряків. Наприкінці XIX ст. землі Каменя купив цукрозаводчик Терещенко. Значна частина селян працювала на будівництві залізниці Бердичів—Шепетівка, яке розпочалося 1869 року. Відкриття в 1872 році руху по залізниці, що пролягла за 3 км від села, поліпшило зв'язки Каменя з навколишніми містами та містечками, зокрема з Мирополем, Бердичевом і Шепетівкою.
Під час революції 1905—1907 рр. у Камені, як і в інших селах Волині, відбувалися селянські заворушення. Спільно з селянами Мирополя, Булдичева та Химрича вони самоправно рубали поміщицькі ліси і випасали худобу на їхніх посівах. 1905 року в миропільського поміщика Папського було вирубано 210 десятин лісу. Викликана поміщиком поліція жорстко розправилася з учасниками незаконної вирубки.
У 1906 році — село Романівської волості Новоград-Волинського повіту Волинської губернії. Відстань від повітового міста 65 версти, від волості 7. Дворів 209, мешканців 1191.
Столипінська аграрна реформа прискорила процес класового розшарування. Довкола села утворювалися великі господарства, які мали по 60—70 десятин землі, 762 десятини дісталися в спадщину Уваровій, дочці Терещенка.
Якщо в другій половині XIX ст. селяни мали по 5—6 десятин, то в 1912 році їхні наділи зменшилися до 1,5—2 десятин. Зменшувалось і поголів'я худоби, оскільки не. було пасовищ. Кожне третє господарство не мало тягла. Обробляли землю примітивним знаряддям. Ще в 1913 році застосовувались мотика, дерев'яні плуги та дерев'яні борони. Удобрювали грунт раз на 9—12 років. Внаслідок цього врожаї зернових були дуже низькі. Якщо за 1911—1913 рр. по Новоград-Волинському повіту вони становили пересічно 62,5 пуди з десятини, то в Камені — не перевищували 25. Зібраного хліба часто не вистачало навіть для оплати податків, які щороку зростали. Щоб урятувати сім'ю від голоду, селянинові доводилося йти на підробітки й віддавати своїх дітей у найми. Під час пори сінокосів, жнив чи прополювання, дорослим сільськогосподарським робітникам Новоград-Волинського повіту платили в день по 32—40 коп., жінкам — 22—31 коп., підліткам — 17—22 копійки.
До 1910 року населення його збільшилося до 1280 чоловік. Єдиним навчальним закладом була парафіяльна школа, у якій навчалося 20—35 дітей, переважно заможних селян. Навчали учнів вчитель і священник. На все село була лише одна жінка, яка закінчила трирічну школу.
У 1912—1914 рр. мешканці Каменя періодично нападали на маєток поміщика та незаконно рубали ліс.
Перша світова війна 1914—1918 р.р. паралізувала економічне життя Каменя. До армії забрали працездатних чоловіків. Для потреб фронту з населення брали зерно, борошно, худобу. Затяжний характер війни викликав зниження урожаїв, зменшення поголів'я худоби.
З 1917 — у складі УНР. 2 листопада 1921 під час Листопадового рейду в Камені на ночівлю зупинилася Подільська група (командувач Сергій Чорний) Армії Української Народної Республіки.
В січні 1918 року село Камінь було захоплено більшовиками. Але вже в кінці лютого 1918 року весь повіт під владою Української Держави.
У березні 1919 року Камінь знову захоплено більшовиками.
З серпні 1919 року до лютого 1920 року Камінь під владою Директорії УНР. У квітні того ж року його окупували польські інтервенти. В кінці червня 1920 року в село знову прийшли більшовики.
Восени 1920 року в Камені було створено комітет незаможних селян.
До 1926 року населення зросло до 1590 чоловік.
В селі було створено 5 гуртків ліквідації неписьменності, відкрито трудову початкову школу, при хаті-читальні — бібліотеку.
Восени 1927 року в Камені засновано машинно-тракторне товариство. Воно мало молотарку, культиватори, жатку, віялку та інший сільськогосподарський реманент, який видавався селянам у тимчасове користування. В листопаді 1930 року шляхом насильницької колективізації засновано колгосп ім. XVI партз'їзду. Через рік цей колгосп вже об'єднував 191 господарство, усуспільнив 732 га землі. Господарство мало молотарку, трактор, 72 плуги, сівалку, жатку, 82 пари коней, 17 корів, 13 свиней і 16 овець.
1934 року початкову школу перетворено на семирічну, для неї побудовано нове приміщення. Працювали клуб, бібліотека, у якій налічувалося тоді понад 2 тис. книжок.
7 липня 1941 року село окупували німецькі війська. 137 мешканців села полягли на полях битв, 40 повернулися додому інвалідами.
4 січня 1944 року радянські війська з боями зайняли Камінь.
У 1950 відбулося об'єднання колгоспів ім. Сталіна с. Химрича та ім. XVI партз'їзду в один колгосп — ім. Сталіна. За об'єднаним колгоспом було закріплено 2560 га землі, він мав 136 корів, 370 свиней і 414 овець.
До кінця 50-х років у селі була відбудована і працювала семирічна школа, у якій 14 учителів навчали 270 учнів, клуб, бібліотека. Почалася суцільна радіофікація та електрифікація села.
На початку 60-х років у селі розгорнулися будівельні роботи: споруджено цегельний завод, майстерні для виготовлення цементно-піщаної черепиці і хвилястих шлако-цементних листів. Збудувано два типові корівники, два свинарники, гараж, будинок правління колгоспу та інші приміщення.
1960 року в селі Камені встановлено бронзовий бюст М.Марцун, яка зібрала по 720 цнт цукрових буряків з одного гектара у 1958 році.
Станом на 1967 рік колгосп «Україна» (до 1961 року ім. Сталіна) зібрав пересічно по 24,5 цнт зернових культур з га. На 100 га сільськогосподарських угідь виробили по 350 цнт молока і 70 цнт м'яса. В колгоспі було 20 тракторів, 6 зернових комбайнів, 18 автомашин та багато іншої техніки. На тваринницьких фермах налічувалося 1450 голів великої рогатої худоби, 700 свиней, багато овець і птиці.
Працювала побутова майстерня, чайна, готель, дільнична лікарня на 25 ліжок, у якій працювало 13 медпрацівників, з них три лікарі. В центрі Каменя побудовано приміщення середньої школи, де 18 учителів навчають 280 дітей. Багато молоді здобувають знання в середніх і вищих навчальних закладах країни. 1966 року в селі було відкрито будинок культури із залом на 520 місць та кімнатами для занять гуртків художньої самодіяльності. Сільська бібліотека налічувала 10 тис. книжок.
У селі є ЗЗСО І—ІІ ст., будинок-інтернат для людей похилого віку, православна церква та будинок культури. Працюють магазин та кафе-бар.
Пам'ятник двічі Герою Соціалістичної Праці СРСР Марцун Марії.
12 червня 2020 року, відповідно до розпорядження Кабінету Міністрів України № 711-р, «Про визначення адміністративних центрів та затвердження територій територіальних громад Житомирської області», територію та населені пункти Камінської сільської ради включено до складу Романівської селищної територіальної громади Житомирського району Житомирської області.